# Агафонов, Николай Фёдорович
Николай Фёдорович Агафонов (7 апреля 1928, Олонец, Автономная Карельская ССР — 3 июля 1990, Олонец, Карельская АССР) — заслуженный строитель КАССР (1970) и РСФСР (1980).

## Биография
Родился 7 апреля 1928 года в городе Олонце. Отслужил в армии, после чего в 1951 году начал работать плотником в Олонецком стройуправлении. В 1960 году Агафонов стал бригадиром компл. бригады. Получил известность в качестве строителя-универсала. Владел профессиями плотника, каменщика и бетонщика. Одним из первых в Карелии внедрил в своей бригаде так называемый метод низового хозрасчета (бригадного подряда).
Умер 3 июля 1990 года в Олонце.

## Награды
- Заслуженный строитель КАССР
- Заслуженный строитель РСФСР
- Орден Октябрьской Революции
- Орден Трудового Красного Знамени